# Frida-Levy-Gesamtschule
Die Frida-Levy-Gesamtschule ist eine Gesamtschule mit zwei Standorten in Essen. Das einstige Humboldtgymnasium, die spätere Gesamtschule Essen-Mitte, wurde 2001 in Erinnerung an die jüdische Frauenrechtlerin Frida Levy umbenannt.

## Schwerpunkte
Individuelle Förderung
Am 7. April 2008 erhielt die Frida-Levy-Gesamtschule das „Gütesiegel Individuelle Förderung“ als erste Gesamtschule in Essen vom Schulministerium NRW verliehen. Die Gesamtschule in der Essener Stadtmitte hatte sich mit ihren umfangreichen Förderangeboten Ende letzten Jahres um diese Zertifizierung beworben und im Februar einer ausführlichen Prüfung durch die Gütesiegel-Kommission unterzogen. Ob Bilinguales Englisch, musisch-künstlerische Erziehung, individuelle Förderprogramme, Unterstützung für lernstarke und lernschwache Jugendliche oder individuelle Berufsvorbereitung: Immer schon war die Frida-Levy-Gesamtschule seit ihrer Gründung Vorreiter innovativer Schulentwicklung. Mit ihrem Angebot beeindruckte die nach der couragierten jüdischen Essener Mitbürgerin Frida Levy (1881–1942) benannte Schule auch das Schulministerium: „Die Schule ist in allen vier Handlungsfeldern auf hohem Niveau in der Lage, individuelle Förderung systematisch umzusetzen und Erfahrungen entsprechend weiterzugeben. Besonders hervorzuheben ist der Konsens im Kollegium, mit den Schülerinnen, Schülern und deren Eltern, mit dem das Konzept individueller Förderung, das seit der Gründung der Schule handlungsleitend war, entwickelt wurde.“
Musikklasse
Die Frida-Levy-Gesamtschule bietet ab dem 5. Jahrgang eine Musikklasse an, in der die Schüler je nach Begabung und Interesse ein Instrument lernen.
Englisch Bilingual
Der Sprachenzweig Bilingual-Englisch ist ein besonderes Angebot für sprachlich begabte Schüler. Der bilinguale Unterricht strebt verstärkt eine eigenständige Sprach- und Handlungskompetenz in interkulturellen Zusammenhängen an. In den Klassen 5 und 6 werden dort zwei zusätzliche Stunden Englisch erteilt. In Klasse 7 setzt das bilinguale Lernen im Sachfach Biconomics (Bilingual Economics/Wirtschaft), in Klasse 9 in Cultural Studies (Landeskunde) ein. Am Ende der Jahrgangsstufe 10 legen die Schüler eine Abschlussprüfung bei der Berlitz School ab und erhalten ein Abschlusszertifikat, das ebenso wie das externe Zertifikat der Londoner Industrie- und Handelskammer, das in der Sekundarstufe II erworben werden kann, auf dem Arbeitsmarkt bei Bewerbungen eine Zusatzqualifikation darstellt.
BerufsInformationsBüro (BIB)
Allen Schülern ab Klasse 8 steht das BerufsInformationsBüro (BIB), das von einer Kollegin und von einem Kollegen geleitet wird, zur Verfügung. Information und individuelle Hilfe bei der Suche nach dem richtigen Ausbildungsberuf bzw. dem richtigen Studiengang sind die Schwerpunkte des BIB. Außerdem ist das BIB die Schalt- und Organisationsstelle für alle durchgeführten Maßnahmen zur Berufswahlorientierung: Betriebspraktika für alle Schüler in den Jahrgangsstufen 9 und in der gymnasialen Oberstufe. Die Schule kooperiert eng mit den Berufsberatern des Arbeitsamtes, organisiert Besuche im Berufsinformationszentrum und in Universitäten.
Musik, Kunst und Darstellendes Spiel
Im Rahmen der Wahlpflichtdifferenzierung werden neben den traditionellen WP-Fächern an Gesamtschulen die Fächer Musik, Kunst und Darstellendes Spiel als eigenständige Hauptfächer angeboten. Didaktisch-methodisches Unterrichtsprinzip im Bereich musisch-ästhetischer Bildung ist handlungsorientierter Unterricht: Praktisches Musizieren, Theater spielen, mit allen Sinnen lernen, das Wahrnehmungsvermögen schärfen, Gedanken und Ideen gestalterisch umzusetzen stehen hier im Mittelpunkt. In der Kooperation mit dem Kulturagentenprogramm konnten einige künstlerisch-kulturelle Projekte umgegesetzt werden.
Schule ohne Rassismus – Schule mit Courage
Die Frida-Levy-Gesamtschule ist seit dem 22. Dezember 2010 Teil des bundesweiten Netzwerkes Schule ohne Rassismus – Schule mit Courage. An rund 1.000 Schulen setzen sich darin mehr als 750.000 Schüler für Toleranz und ein demokratisches Miteinander ein. Es ist damit das größte Schulnetzwerk in Deutschland. Der Titel ist keine Auszeichnung für bereits geleistete Arbeit, sondern eine Selbstverpflichtung für Gegenwart und Zukunft: Mit ihren Unterschriften haben die Schülerinnen und Schüler nicht nur die Handlungsgrundsätze des Projektes unterzeichnet. Sie haben sich vielmehr auch auf eine gewaltfreie Schulkultur verpflichtet und darauf, sich in regelmäßigen Projekten und Aktionen gegen alle Formen von Diskriminierung zu stellen. Sie werden aktiv gegen Rassismus vorgehen und wollen auf diese Weise einen Beitrag zu einer gewaltfreien, demokratischen Gesellschaft leisten. Der Schulpate der Frida-Levy-Gesamtschule ist der Essener Kabarettist Herbert Knebel (alias Uwe Lyko). Die Mitgliedschaft der Frida-Levy-Gesamtschule im Netzwerk „Schule ohne Rassismus – Schule mit Courage“ geht auf eine Initiative der Schülervertretung (FRIDA-SV) zurück.

## Gebäude
Die Bausubstanz der Schulgebäude aus den 1950er Jahren gilt als sark sanierungsbedürftig, wobei sie nur noch eingeschränkt die Anforderungen eines leistungsfähigen Schulgebäudes erfüllt.
Laut Ratsbeschluss der Stadt Essen wird auf Basis einer Machbarkeitsstudie ein Neubau der Frida-Levy-Gesamtschule am vorhandenen Hauptstandort in der Varnhorststraße und auf dem benachbarten Grundstück an der Hollestraße, Areal der 2014 abgerissenen alten Volkshochschule, angestrebt.
In der Ratssitzung der Stadt Essen vom 25. März 2020 wurde die Ausschreibung und Durchführung eines Architekturwettbewerbs für den Neubau einer sechszügigen Gesamtschule mit einer Dreifach-Sporthalle und zwei Einfach-Sporthallen beschlossen. Der europaweite Wettbewerb mit 13 Beiträgen wurde in der Preisgerichtssitzung vom 13. Januar 2023 abgeschlossen. Einstimmig wurde ein Entwurf des Generalplaners Bez+Kock Architekten Generalplaner GmbH aus Stuttgart angenommen. 2025 soll mit ersten Erdarbeiten begonnen werden. Anschließend soll ein Teilabbruch eines alten Schultraktes und der Sporthalle stattfinden sowie ein Übergangsgebäude auf bisherigem Schulgelände errichtet werden, um auch während der Bauphase den Unterricht sicherzustellen.

## Geschichte
Die Frida-Levy-Gesamtschule geht auf die Humboldtschule, ein städtisches Gymnasium (bis 1972 'für Jungen'), zurück, das nach dem deutschen Naturforscher Alexander von Humboldt (1769–1859) und seinem Bruder, dem Bildungsreformer Wilhelm von Humboldt (1767–1835) benannt war. Es bestand genau 130 Jahre lang von 1864 bis 1994.
Die „Städtische Oberrealschule“ stand bis 1943 an der nördlichen Seite Steeler Straße neben der alten Synagoge, gegenüber dem alten und heutigen Hauptbad. Der heutige Bau wurde von 1953 bis 1955 gemeinschaftlich von den Architekten Rolf Allerkamp und Wilhelm Eggeling erbaut und gilt auf Grund einiger architektonischer und gestalterischer Besonderheiten (Treppenhaus, Pausenhalle, Aula) als einer der interessantesten Essener Schulbauten der Nachkriegszeit.
Die Essener Westdeutsche Allgemeine Zeitung (WAZ, Karl Sabel, 3. November 1955) beschrieb dies zur Einweihung: „Die Treppe schwingt nach links spiralend hoch, gewinnt den ersten Stock durch einen kreisförmigen Einschnitt, der zur Rechten durch ein Halbkreisgitter aus schmalen Stäben abgeschirmt ist. Und wiederum der spiralige Ansatz, der schirmende Halbkreis und so in einer einzigen spielerischen Schwingung bis zum obersten Geschoß. Das ist ungemein leicht, und das Leichte wird durch Überschneidungen von Kreisteilen elegant variiert, als wäre hier eine mathematische Aufgabe in Architektur verfestigt. Das schlanke Gitter randet das Bild, die Unterseite der Treppe ist durch ein Profil betont, und zuoberst fängt eine von grauen und weißgrauen Streifen gemusterte Decke die kreisende Schwingung auf. Nicht bloß ein Gegenstand ästhetischen Vergnügens wird das Treppenrund sein, auch die Physikstunde wird davon ihren Nutzen haben. Es wird nämlich von der Decke bis zum Erdgeschoss ein Pendel aufgehängt, das, auf Versuchen des französischen Physikers Leon Foucault beruhend, die Umdrehung der Erde anzeigt. Solche Pendel brauchen eine Länge von 18 Metern. Wir kennen kein Schulhaus mit einem solchen Raum, und somit wird die Humboldt-Schule weit und breit die einzige mit einem Foucaultschen Pendel sein.“

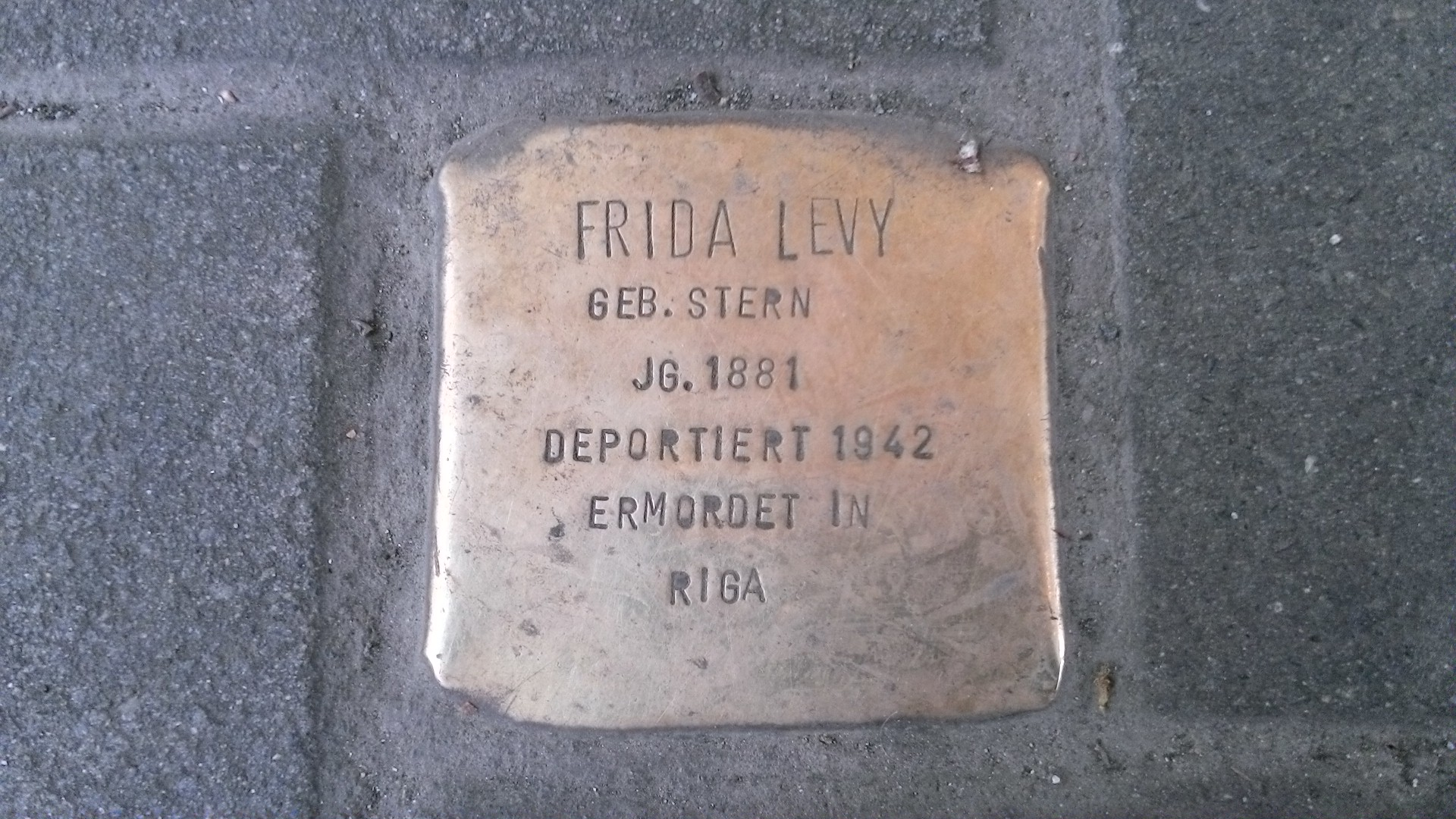
Stolperstein zur Erinnerung an Frida Levy im Pausenhof

Die Umwandlung in die Gesamtschule Essen-Mitte begann 1986 und war 1994 abgeschlossen. 1995 machte hier der erste Jahrgang der Gesamtschule das Abitur.
Im April 2000 fand eine Initiative für eine neue Namensgebung statt, an der Lehrer, Eltern und Schüler der Gesamtschule beteiligt waren. Im September 2001 wurde die Schule nach der jüdischen Essener Bürgerin Frida Levy († 1942 im Ghetto Riga) in Frida-Levy-Gesamtschule umbenannt. Am 27. Juni 2005 wurde zur Erinnerung an Frida Levy als Opfer des Holocaust ein Stolperstein verlegt. Am 8. und 9. September 2006 feierte die Schule ihr 20-jähriges Bestehen.

### Bekannte ehemalige Schüler
Das Humboldt-Gymnasium besuchten Persönlichkeiten wie
- Oliver Bierhoff (* 1968), Manager der deutschen Fußballnationalmannschaft
- Carl Funke (1855–1912), Industrieller, Geheimer Kommerzienrat
- Lars Gärtner (* 1974), Schauspieler
- Alfred Herrhausen (1930–1989), Bankmanager
- Diether Krebs (1947–2000), Schauspieler, Komiker
- Uli Krohm (* 1948), Schauspieler
- Martin Lindow (* 1965), Schauspieler
- Carl Meyer (1857–1925), Bürgermeister der Bürgermeisterei Stoppenberg
- Georg Nauheim (1871–1930), Politiker
- Heinz Rühmann (1902–1994), Schauspieler
- Hans Toussaint (1902–1977), Essener Oberbürgermeister